# Ciánhidrin-reakció
A ciánhidrin-reakció egy H+ és egy -CN csoport addícióját jelenti egy többszörös kötést tartalmazó szerves molekulára. A reagens minden esetben hidrogén-cianid. A szubsztrát lehet alkén vagy karbonilvegyület, előbbi esetben a termék nitril, utóbbi esetben α-hidroxi-nitril.

## Reakciók
Iparilag az alkéneken végzett ciánhidrin-reakciót nikkelkomplexhez kapcsolt foszfitok (P(OR)3) katalizálják. Az általános reakció az alábbi:
{\displaystyle \mathrm {R\!-\!CH\!=\!CH_{2}+HCN\rightarrow R\!-\!CH_{2}\!-\!CH_{2}\!-\!CN} }

### Mechanizmus
Elsőként a HCN egy alacsony vegyértékű fém komplexébe épül be oxidatív addíció révén, így keletkezik egy hidrido-cianidkomplex. Ezt követően az alkén is kötődni kezd, majd a fém felületén megtörténik a nitrilcsoport beépülése a szénláncba, és a reakció a nitril reduktív eliminációjával zárul. A Lewis-savak, mint a trifenilborán, felgyorsítják az eliminációt

#### Aszimmetrikus ciánhidrinezés
A legtöbb alkén prokirális, ami azt jelenti, hogy a reakcióban királis nitrilek keletkeznek. A hagyományos nikkel-foszfit-komplexek racém elegy képződéséhez vezetnek, azaz egyenlő mennyiségben keletkezik a két optikai izomer. Az enantioszelektivitás nagyban megnövelhető, ha a katalizátorfémre királis ligandumokat kapcsolunk. Aszimmetrikus ciánhidrin-reakcióhoz elterjedten használnak aril-difoszfit-komplexeket.

## Felhasználás
Iparilag legnagyobb jelentőséggel bír az adiponitril (NC–(CH2)4–CN) nikkelkatalizált szintézise buta-1,3-diénből. Az adiponitril prekurzora a hexametilén-diaminnak, amely bizonyos nylon műanyagok fő alapanyaga.
A reakció három lépésből tevődik össze: Először a butadiénre beépül egy HCN, így 2-metilbutén-3-nitril (2M3BM) és pentén-3-nitril (3PN) elegye keletkezik. A második lépés izomerizáció, így a 2M3BM is átalakul 3PN-né. Majd a második HCN is beépül, ezt katalizálja egy Lewis-sav, mint az alumínium-klorid vagy a trifenilborán, és kialakul az adiponitril.

## Fordítás
Ez a szócikk részben vagy egészben  a   Hydrocyanation című angol Wikipédia-szócikk ezen változatának fordításán alapul.  Az eredeti cikk szerkesztőit annak laptörténete sorolja fel. Ez a jelzés csupán a megfogalmazás eredetét és a szerzői jogokat jelzi, nem szolgál a cikkben szereplő információk forrásmegjelöléseként.